# Altenrode (Wüstung)
Altenrode (auch Alterode) ist eine Wüstung nördlich von Volkstedt im Landkreis Mansfeld-Südharz in Sachsen-Anhalt. Der Ort war ein Quelldorf und lag in einer Feldmulde am Weg von Volkstedt nach Augsdorf. Der Bach, der hier begann, floss nach Süden ab und ist heute teilweise versiegt. Nach der Wüstung ist der Alteröder Stollen benannt.
Koordinaten: 51° 34′ 29″ N, 11° 33′ 41″ O